# Carinodrillia apitoa
Carinodrillia apitoa é uma espécie de gastrópode do gênero Carinodrillia, pertencente a família Pseudomelatomidae.